# Megan Ginter
Megan Ginter (1986) es una deportista estadounidense que compitió en snowboard. Consiguió una medalla de bronce en los X Games de Invierno.

## Medallero internacional
| \| X Games de Invierno \| X Games de Invierno \| X Games de Invierno \| X Games de Invierno \| \| Año \| Lugar \| Medalla \| Prueba \| \| ------------------- \| ---------------------- \| ------------------- \| ------------------- \| \| 2009 \| Aspen (Estados Unidos) \| Medalla de bronce \| Slopestyle \| |                        |                   |            |
| X Games de Invierno |                        |                   |            |
| Año | Lugar                  | Medalla           | Prueba     |
| 2009 | Aspen (Estados Unidos) | Medalla de bronce | Slopestyle |